# كات وليامز
كات وليامز (بالإنجليزية: Kat Williams)‏ هي مغنية أمريكية، ولدت في 24 فبراير 1964 في نيويورك في الولايات المتحدة.